# Vicinální silnice
Vicinální silnice (slovensky vicinálna cesta, z latinského vicinum = sousedství, nejbližší okolí) byla kategorie silničních komunikací v Uhersku, zavedená uherským silničním zákonem z roku 1890, který silniční síť rozdělil na silnice státní, župní, vicinální a obecní. Pro správu vicinálních silnic byly zřízené vicinální výbory a na údržbu těchto silnic se měly skládat obce a podniky při silnici podle stanoveného klíče. Obyvatelé a majitelé tažných zvířat byli povinni odvádět silniční přirážku a měli povinnost se na údržbě silnic podílet naturálně veřejnou prací. Pracovní povinnost bylo možno nahradit peněžním poplatkem.  V roce 1949 byly všechny vicinální silnice na Slovensku zestátněny.

## Vicinální silnice v Maďarsku
Maďarsko zákonným článkem 30 z roku 1923 správu vicinálních silnic společně se správou některých obecních silnic svěřilo župám. Silniční daň však zůstala v zásadě nezměněna, pouze byla rozšířena i na majitele motorových vozidel.

## Vicinální silnice na Slovensku
Po vzniku Československa vyvstala potřeba sjednotit systém správy silnic na Slovensku a Podkarpatské Rusi se systémy zavedenými v českých zemích. Vicinální silnice byly svým významem srovnatelné s druhotřídními okresními silnicemi v českých zemích. Ke sjednocení směřovaly některé formulace československého zákona 76/1919 Sb. n. a z. o obecním zřízení (v § 20 a 21 stanovil, že určité obory působnosti obcí, mimo jiné stavbu a udržovaní silnic, převezmou vyšší samosprávné sbory nebo státní správa, k čemuž měla vláda do jednoho roku předložit návrhy zvláštních zákonů). Zákon č. 126/1920 Sb. z. a n., o zřízení župních a okresních úřadů, v § 9 a 10 předpokládal zestátnění zemských, župních a okresních silnic, přičemž se předpokládalo, že župy a okresy převezmou do své péče dosavadní vicinální a obecní silnice. Zákon opět předpokládal, že župní a okresní silnice by se spravovaly formou naturálního plnění, tedy roboty, ačkoliv obecně byla obecní naturální práce zákonem č. 329/1920 zrušena. Protože toto řešení bylo v minulosti příčinou stagnace údržby slovenských silnic, tato úprava župy a okresy odradila od toho, aby silnice do své správy přejímaly. Československý zákon 302/1921 Sb., kterým byl na Slovensku a v Podkarpatské Rusi novelizován uherský zákon čl. I z roku 1890, o veřejných silnicích a mýtech, situaci ohledně vicinálních a obecních silnic neřešil. č. Zákon č. 329/21 Sb. z., o přechodné úpravě finančního hospodaření obcí, však obcím ještě více ztížil možnost požadovat od občanstva zápřahovou a naturální práci. 
Zákon č. 116/1927 Sb. z. a n. o silničním fondu umožnil státní příspěvky na okresní silnice v českých zemích, avšak neumožnil poskytovat příspěvky ze silničního fondu na vicinální silnice na Slovensku a v Podkarpatské Rusi, což měl být donucovací prostředek, aby slovenské a podkarpatské okresní úřady převzaly vicinální silnice do své správy. Protože v tom však neuspěl, zákon 76/1931 Sb. z. a n. umožnil poskytnout příspěvek ze silničního fondu i pro vicinální silnice, avšak pouze pro ty, které mají mimořádný význam pro dopravu, zvláště dálkovou, zatímco u českých okresních silnic podobné omezení nebylo. Slovenští poslanci vzápětí 11. května 1931 předložili návrh zákona o přeměně vicinálních silnic v okresní, ale tento návrh nebyl schválen. Vláda pak 6. března 1934 na interpelaci slovenských poslanců odpověděla, že před touto změnou by musel být dořešen vztah složek samosprávné složky ke státním orgánům. V reakci na to slovenské zemské zastupitelstvo 22. března 1934 požádalo vládu o vydání nového silničního zákona. Vládní návrh obsahující přeměnu vicinálních silnic na okresní dalo sice v roce 1932 ministerstvo veřejných prací do připomínkového řízení, ale do konce roku 1938 nebyl tento zákon přijat. Podle tohoto návrhu by však okresy do své správy přejaly pouze ty z vicinálních silnic, které odpovídají technickým předpisům pro okresní silnice, takže obce by nejprve musely investovat do přestavby těchto silnic.
V roce 1938 bylo na Slovensku 6505 km vicinálních silnic (k tomu 5946 km zemských silnic, 2159 km státních silnic a odhadem 9000 km obecních silnic a cest). Slovenský zákon 190/1939 Sl. z. svěřil správu vicinálních silnic nově zřízeným župám. Se zrušením žup nařízením předsednictva SNR č. 26/1945 přešla správa vicinálních silnic na okresní národní výbory. Nařízení Slovenské národní rady č. 96/1945 (či 190/1945?) správu vicinálních silnic dočasně svěřilo státním stavebním úřadům, jimž byly navíc oproti předválečnému způsobu financování přiděleny finance z prostředků určených na rekonstrukci hospodářského života do 30. června 1946.
Zákonem 147/1949 Sb. byly všechny dosavadní zemské, okresní i vicinální silnice zestátněny bez náhrady.